# Armand Seguin (pintor)
Armand Félix Abel Seguin (París, 15 de abril de 1869–Châteauneuf-du-Faou, 30 de diciembre de 1903) fue un pintor y grabador francés. 

## Biografía
Era nieto del químico Armand Seguin. Estudió en la Academia Julian. Fue un miembro tardío de la llamada Escuela de Pont-Aven, un grupo de artistas establecido en la localidad bretona de Pont-Aven entre 1888 y 1894, liderados por Paul Gauguin. Se enmarcaron en un estilo heredero del postimpresionismo con tendencia al primitivismo y gusto por lo exótico. Estos artistas mostraron su obra en la exposición titulada Pintores simbolistas y sintetistas organizada en el Café Volpini de París en 1889, donde los conoció Seguin y cuya obra le impactó, uniéndose al grupo.
Expuso por primera vez en 1893 en el Salón de los Independientes y realizó su primera exposición individual en 1895 en la galería Le Barc de Bouteville en París. Posteriormente se acercó al grupo de los Nabis, aunque con un sello más personal (Retrato de la condesa d'Hauteroche, 1896). También escribió diversos artículos para la revista l'Occident, dirigida por Maurice Denis. Trabajó para el editor y galerista Ambroise Vollard, para el que ilustró Gaspard de la nuit de Aloysius Bertrand, con un estilo inspirado en Durero y Rembrandt.
Se conservan pocas obras suyas. En 1981 se hizo una retrospectiva de su obra en el Davidson Art Center de Middletown y, en 1989, en el Museo de Bellas Artes de Pont-Aven.
Murió de tuberculosis.

## Galería

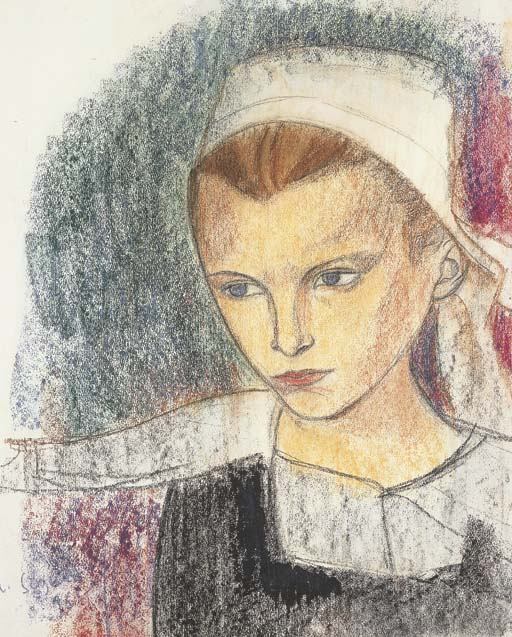
Tête de jeune bretonne (1892)
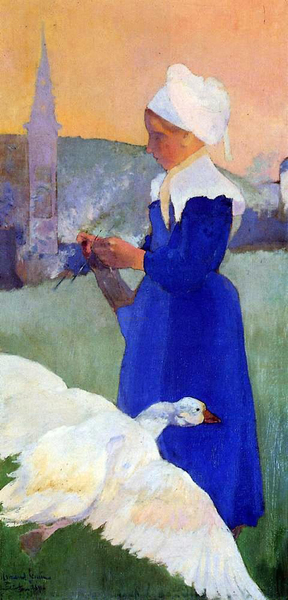
La gardienne d'oie (1893)
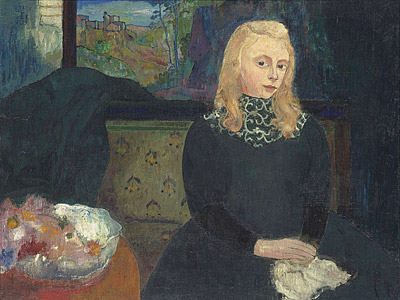
Portrait de Mademoiselle Gabrielle Vien (1894), Musée d'Orsay, París
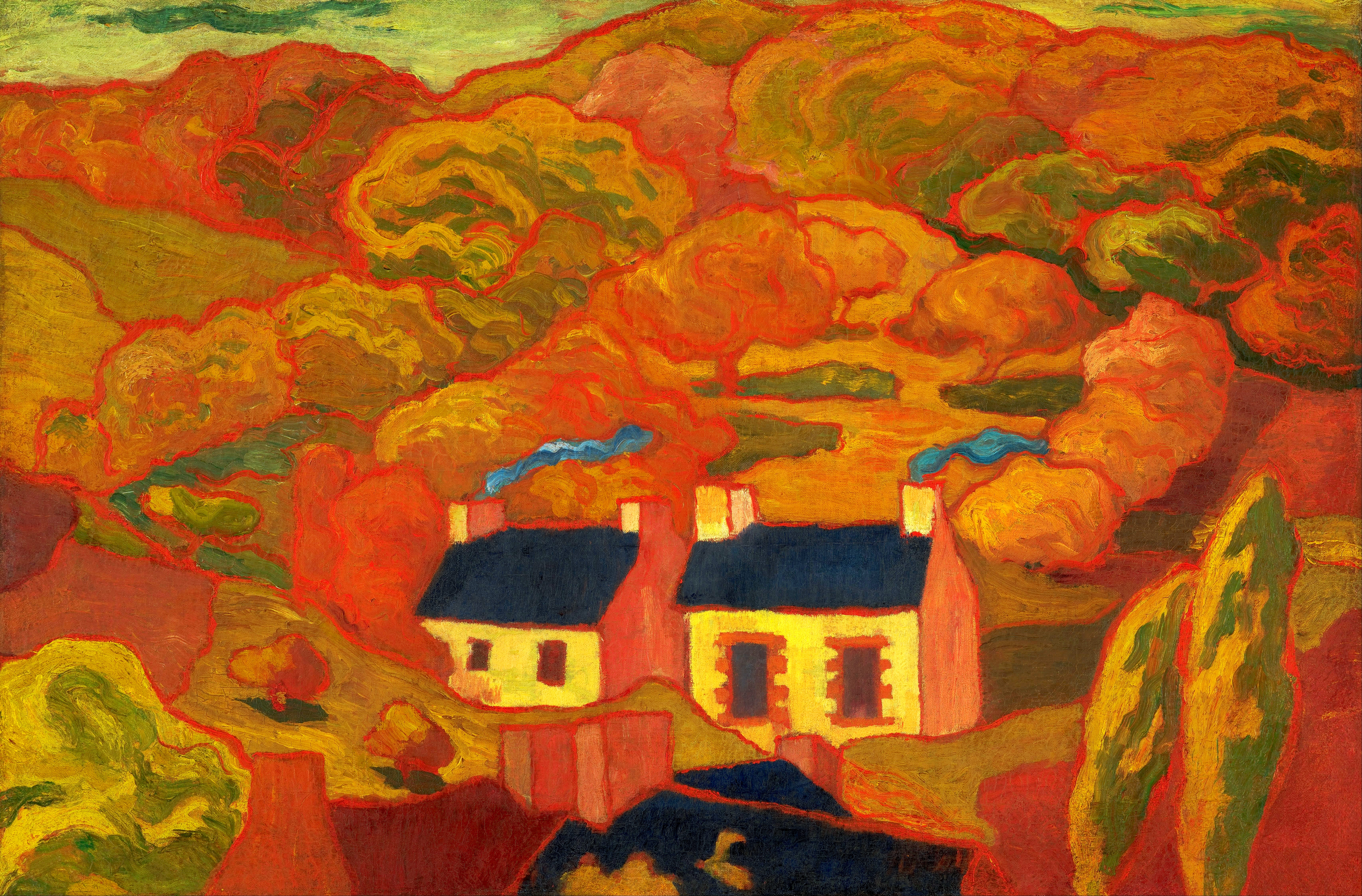
Les deux Chaumières (1893), Museo de Arte de Indianápolis
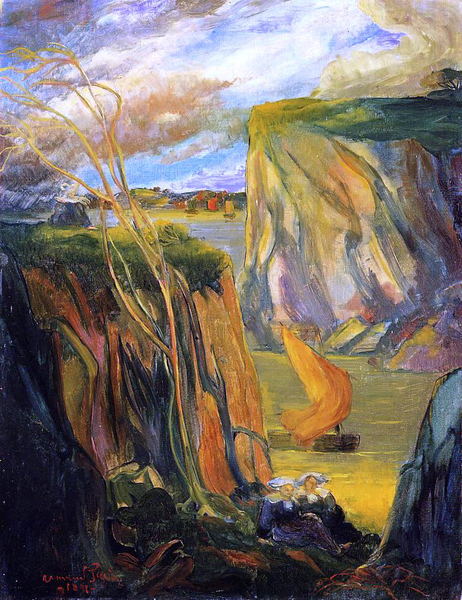
Femmes bretonnes devant la falaise (1895)
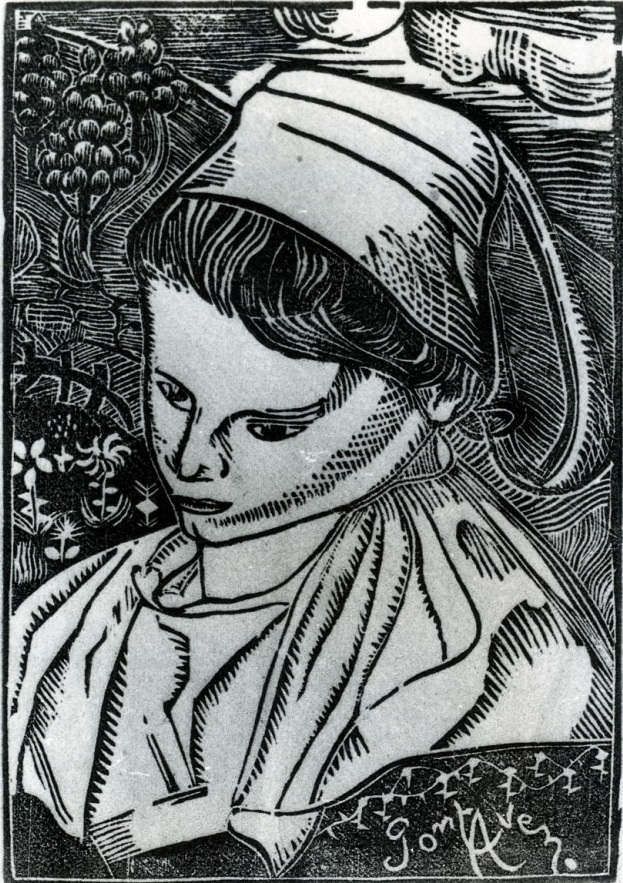
Bretonne (1896), xilografía